# Сюйр-Корт
Сюйр-Корт (Сура-корт, Сюра-корт, Сюир-Корт) (чечен. Суьйра-Корта) — горная вершина в Байсангуровском районе Грозного — столицы Чеченской Республики, в восточной оконечности Сунженского хребта. Расположена на юге Грозного.

## Этимология
Суьйра происходит от древнего «сур» — войско и «корта» — вершина.

## Общие сведения
На склоне горы обнаружен памятник аланской культуры, так называемое «Комсомольское поселение». Здесь были найдены фрагменты глиняных декорированных сосудов того периода. До начала XIX века близ горы располагалось одноимённое чеченское село. В 2019 году на горе были сооружены смотровая и волейбольная площадки, зоны для барбекю, беседки.